# Peter Øhrstrøm
Peter Øhrstrøm (født 23. marts 1949) er dr.scient. og professor ved Institut for Kommunikation på Aalborg Universitet. Han har flere gange været folketingskandidat for Kristendemokraterne, og han var medlem af Det Etiske Råd i perioden 2000-2010.
Peter Øhrstrøm har publiceret en del bøger og artikler om tidsbegrebet, om logik og argumentation, samt om etik (herunder etisk argumentation). Desuden har han beskæftiget sig med problemstillinger vedrørende forholdet mellem tro og viden. Bl.a. har han interesseret sig for intelligent design især i videnskabshistorisk og filosofisk belysning. Han blev i 1986 ansat ved Aalborg Universitet og er i dag bl.a. tilknyttet Kaj Munk Forskningscentret. Han blev tildelt dannebrogsordenen i 2010.